# Armandisaurus
Armandisaurus explorator — викопний вид ігуанід, які жили на території сучасного округу Санта-Фе, штат Нью-Мексико, у період раннього середнього міоцену. Викопний зразок — це добре збережений череп із нижньою щелепою та частинами семи шийних хребців, зібраний Дж. С. Бліком у 1940 році. Скам'янілі рештки свідчать про те, що A. explorator була тупою ігуаною середнього розміру, яка виросла приблизно до 61 см разом із хвостом.